# Tour CB21
A Tour CB21 (Tour Gan) felhőkarcoló a párizsi La Défense üzleti központban. Courbevoie önkormányzathoz tartozik. 
A tornyot 2009 januárjától 2010 augusztusáig átalakították, és főként a Suez és leányvállalatai foglalják el. A torony alsó harmadát különféle cégek foglalják el, köztük az AIG, a Groupon, a Nokia, a HERE, az Informatica, a Verizon, a WANO Paris Center és mások.